# Kandia Camara

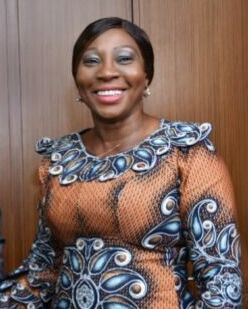
Kandia Camara

Kandia Camara (nascida em 17 de junho de 1959) é uma professora e política da Costa do Marfim que é Ministra da Educação Nacional no governo do Presidente Alassane Outtara. Ela é uma jogadora profissional de handebol e fez parte da equipa ASC Bouaké que conquistou a Copa Africana de Clubes Campeões em 1981.

## Educação e carreira
Camara formou-se em Inglês pela University of Abidjan e obteve um Certificado de Estudos Avançados em Educação pela Lancaster University, na Inglaterra. Camara é uma jogadora profissional de handebol de alto nível e bicampeã da Costa do Marfim em 1974 e 1980 e venceu a Copa Africana de Clubes Campeões em 1981 com o ASC Bouaké. De 1983 a 1986, ela ensinou inglês no Modern College, em Cocody e no Treich-la-Plène College. Ela trabalhou como professora de inglês especializada na escola profissional de hotelaria de Abidjan de 1986 a 2002. Ela foi membro do escritório nacional da União Nacional de Professores Secundários da Costa do Marfim (SYNESCI) de 1987 a 1991 e membro da Associação de Mulheres Professoras da África Francófona de 1989 a 1991. Foi secretária-geral do escritório nacional da Union des femmes du PDCI (UFPDCI) e vereadora municipal da prefeitura de Cocody entre 1990 e 1994. Em 1994, ela tornou-se a secretária-geral do Rassemblement des Femmes Républicaines (RFR) até 1998, quando ela assumiu o cargo de presidente nacional da organização antes de renunciar em maio de 2006.
Camara tornou-se Vice-Prefeita do Município de Abobo em 2001 e serviu neste cargo até 2003, quando foi nomeada Conselheira Especial do Primeiro-Ministro do Governo de Reconciliação e Transição Nacional e permaneceu neste cargo até 2010. Em 2014, foi nomeada Ministra da Educação Nacional.
 